# Paloma San Basilio
Paloma Cecilia San Basilio Martínez (Madrid, 22 de noviembre de 1950) es una cantante, actriz, pintora y escritora española. Fue ganadora de un premio Grammy Latino y, además, fue representante de España en la trigésima edición del Festival de la Canción de Eurovisión, en 1985. A lo largo de su carrera ha vendido 16 millones de discos con estilos que van desde la canción melódica al pop. También participó en numerosas obras teatrales musicales como Evita, El hombre de la Mancha, My Fair Lady, Victor/Victoria o Sunset Boulevard.  En 2021 recibió una medalla de oro al mérito en las bellas artes.
Anunció por primera vez su retirada del mundo de la música en 2013, realizando una gira de despedida por Europa y América. Volvió a anunciar su retirada por segunda vez en Onda Cero el 6 de septiembre de 2024 con una gira musical por España. En enero de 2025, anunció por tercera vez su retirada de los escenarios con dos conciertos, el 5 y 6 de junio de 2025 en el Universal Music Festival de Madrid.

## Vida personal
Casada en los primeros años de la década de los setenta con el atleta Ignacio Gómez Pellico, tuvo una hija, Ivana Vanessa. Se separaron poco tiempo después. Más tarde empezó una relación con el empresario Claudio Rey, con el que lleva unida más de treinta años. San Basilio es un ejemplo de saber separar la vida personal de la profesional. Apenas habla de su vida privada; los periodistas la respetan enormemente. Con ellos mantiene una estupenda relación que, incluso se plasmó en la entrega que le dieron del premio Naranja a principios de los años ochenta, siendo este premio el que concede la prensa a los personajes que mejor les han tratado.

## Carrera
Paloma San Basilio nació en Madrid, vivió su infancia en Sevilla y su adolescencia en Lugo. Estudió en la Universidad Complutense de Madrid unos años de filosofía y letras y psicología antes de dar comienzo a su carrera artística en 1975.

### Inicios
Durante los primeros años setenta, fue presentadora del programa de televisión Siempre en domingo y actriz en el programa de zarzuelas Divertido siglo. En 1975 cuando graba su primer disco, Sombras, con amplia repercusión internacional, y canciones compuestas para ella, así como versiones de clásicos como «The Way We Were», «The Long and Winding Road» o «Feelings». Su siguiente trabajo, Dónde vas, de 1977, incluye canciones más movidas compuestas, entre otros,  por Bebu Silvetti, y baladas como la que da el título al disco y que fue preseleccionada para representar a España en Eurovisión en el año 1977, y consolida su fama en Hispanoamérica. Sus influencias son muy variadas, desde The Beatles, Sarah Vaughan, Billie Holliday o Barbra Streisand a artistas que por su estancia en Sevilla, escuchaba a menudo, Lola Flores o Gracia Montes. Por ello no se la puede encasillar en ningún género, con habilidad domina varios.
El 23 de octubre de 1978 graba en el teatro Monumental de Madrid el álbum En directo, en el que se encuentra una de sus canciones de más éxito de su primera época: «Beso a beso... dulcemente», y de versiones de clásicos de solistas femeninas internacionales: «I Say a Little Prayer» (Aretha Franklin), «People» (Barbra Streisand), «Parole, parole» (Mina), «Sweet Sadie the Savior» (Patti Austin), etc. En las primeras tiradas del álbum, el elepé difería del casete en algún tema como «Dónde vas» (en el casete era en directo, mientras que en el elepé lo incluyeron con sonido pregrabado), algo que en las siguientes ediciones se corrigió. También en 1978, para el mercado latinoamericano, se editó el disco Beso a beso... dulcemente, que incluye composiciones como «Ahora» (versión de «Ancora, ancora, ancora», de Mina) y «Sobre el arco iris», canción de El mago de Oz (Over the Rainbow) que graba en español, como también una canción de su propia autoría: «Atardecer». Del mencionado álbum se extraen dos sencillos. El primero «Secretos» de Bebu Silvetti y Miguel Tottis, sorprende por su carácter discotequero y por los agudos en su voz. El segundo, es el que da tema al disco: «Beso a beso... dulcemente» y que se convierte en uno de sus temas más radiados y exitosos, un clásico en su repertorio.

### Evitay Eurovisión
En diciembre de 1980 estrena con éxito el musical Evita, en los teatros de Madrid, Barcelona, San Juan de Puerto Rico, Mayagüez, Ciudad de México, Caracas, Panamá, Santo Domingo, San José, Bogotá, Quito, Lima, Santiago de Chile y Miami. La fama de San Basilio se agiganta tanto en los países que ya había visitado como en los países en los que por problemas políticos no pudo presentar ese musical; fue el caso de Argentina con la dictadura cívico-militar. Su conmovedora interpretación de Eva Perón hizo que personaje y artista quedaran asociados. Fue editado en un doble disco y en edición resumida de un solo disco. El propio Andrew Lloyd Webber, uno de los autores de la obra, elogió y definió a San Basilio como, quizá, la mejor Evita. Dotó al personaje de un calor y un ímpetu que, según la crítica, enriquecían enormemente el personaje y no existían en sus antecesoras. Sorprendió su capacidad vocal en temas como «Buenos Aires», «La nueva Argentina» o «Vals para Eva y Che». Cuando Oliver Stone iba a rodar la película, algo que no llegó a hacer, fue San Basilio una de las más fuertes candidatas para protagonizarla.
Evita se mantuvo en cartel dos años, en los que Paloma publicó dos discos de estudio. Ahora (1981) que aumentó todavía su popularidad con canciones como «Juntos», «La hiedra», «Recuerdos (Memory)», tema principal del musical Cats, y «El inmenso» (con arreglos ligeramente distintos a la de 1978). Este álbum es uno de los más celebrados de la cantante e incluyó una sesión fotográfica del fotógrafo Antonio Molina. Dama, su siguiente disco de 1983, incluye canciones como «Dama», «El aire del sábado tarde», tema de Loretta Goggi y cortes rítmicos como «Bailando», «Fiesta del interior» y «Unas vacaciones». Comenzó en Puerto Rico una gira musical por Latinoamérica hasta 1984 y a su regreso a España presenta su nuevo trabajo Paloma, que ya triunfaba en Latinoamérica con Por qué me abandonaste y fue uno de sus trabajos más vendidos. En él se escuchaban sintetizadores e instrumentos habituales en la época. Asimismo, era coautora de varios de sus temas, faceta que en años venideros, llevaría muchas veces a cabo.
A partir de Evita y de estos tres discos, el público ve a San Basilio como una artista cercana, de gran voz y se quita la etiqueta de «cantante fría» que se le había adjudicado, tal vez porque era una artista completa e internacional que no abundaba en España.
En 1985 participa en el Festival de la Canción de Eurovisión cantando la canción «La fiesta terminó», que da título al nuevo álbum compuesto y producido por Juan Carlos Calderón. Interpretó su tema en Gotemburgo, Suecia, y fue un importante acontecimiento en su carrera a pesar de no obtener una buena clasificación. Como es habitual en ella, incorpora versiones de clásicos como «Sin ti (Without You)», original de Badfinger, «We're All Alone» de Rita Coolidge, adaptado con el título de «Impaciencia», o «Qué va, qué va» (el clásico «Manureva» de Serge Gainsbourg).
Ese año presenta su espectáculo En vivo en el teatro Monumental de Madrid, editándose un doble disco. Canta para los damnificados por el terremoto en México y por los del volcán Nevado del Ruiz de Colombia. Presenta junto a Emilio Aragón el Festival OTI de la Canción de 1985 y durante todo el año está presente en la radio con temas como «Por culpa de una noche enamorada», «Como el viento», «El beso de tu boca», «Impaciencia» y «Sin ti». A partir de ahí, sus giras musicales y presentaciones se fueron sucediendo, dando en ellos lo mejor de sí misma y un carácter cuidadísimo a sus espectáculos, tanto en vestuario, escenografía, repertorio, luces, etc, semejantes a los de Estados Unidos.
En esos años realiza puntuales trabajos como presentadora de Televisión Española, como el programa de variedades Superstar (1984) o La tarde (1987). Dentro de la serie La comedia musical española de Televisión Española protagoniza Las Leandras y La Cenicienta del Palace y tiene una actuación en una tercera, El sobre verde, donde interpreta a la diosa Fortuna y canta «De una monedita de oro». Las tres se publicaron en la colección La revista de Hispavox. Aún hoy, es habitual que San Basilio incluya en sus conciertos «Los nardos», pasacalle incluido en Las Leandras.
Juan Carlos Calderón produce su nuevo trabajo, Vuela alto de 1986, donde sobresale «Cariño mío». Vuelve este a ser uno de sus discos más vendidos de su carrera. Vuela Alto dio tituló la gira mundial con récords de taquilla. San Basilio sigue editando discos: Grande (1987) que alcanza ventas de platino y seis meses de gira. Incluye, su recreación del tema de Theodorakis «Luna de miel», y canciones de Pareja Obregón, Mendo y Fuster (Autores de La Puerta de Alcalá), Albertelli, Rosa Girón, K C Porter, Armando Manzanero, etc. De este álbum hubo dos versiones, una para el mercado americano con el tema «Los sueños son tan grandes» y otro para España, con «La tragedia de Eva». 
En 1988 publica Vida, disco que en Latinoamérica no incluyó la canción «Bienvenido al paraíso» y que en su formato CD incluye una canción adicional, «Amor diablo». Contiene una versión del clásico de Pat Benatar, «We Belong (Mi pasión)», la canción en español de Los miserables, «On my Own», o un compendio de fragmentos de canciones como «Bésame mucho», «The Fool on the Hill», «Alfonsina y el mar», «No te mires en el río», aglutinados en la canción «Música», y en el que se muestra la inquietud y la admiración de la cantante por músicas eclécticas y variadas.

### 1990-2000
Para celebrar sus quince años de carrera en 1990, graba y edita simultáneamente dos álbumes; Nadie como tú para Latinoamérica (con «Demasiado herida») y Quiéreme siempre para España. Este último, con «Un largo camino» a dúo con Cánovas, Adolfo y Guzmán, y una versión de «Wind Beneath my Wings» de Bette Midler. El 3 de marzo de 1991, realizó un concierto a dúo con el tenor Plácido Domingo en Miami, editado en vídeo y elepé, con ventas multimillonarias. Fue, según palabras de la intérprete, una de las experiencias más maravillosas de su vida. En él se atreve a cantar temas de zarzuela como La Revoltosa, de opereta, como el «Vals de la viuda alegre», del musical americano, como «El fantasma de la ópera» o «New York, New York», boleros, tangos, canción hispanoamericana y, «No llores por mí, Argentina».
San Basilio continúa sus éxitos con producciones como De mil amores (1991), que incluía temas como «No quiero arrepentirme», «De mil amores» o «Un gran amor». Este trabajo salió a la par que Paloma mediterránea (1992), en el que recreaba, «Mediterráneo» de Joan Manuel Serrat y canciones como «Apres toi» de Vicky Leandros, el Concierto de Aranjuez de Joaquín Rodrigo o «Himno al amor» de Édith Piaf. El primero fue para el mercado americano y el segundo para España. También en presenta el Festival OTI de la Canción en los años 1992 y 1993. Posteriormente lanza Al este del Edén (1994), álbum con temas de autores jóvenes, desconocidos, y que es uno de los discos preferidos de la cantante. Ese mismo año da un concierto a dúo con el tenor José Carreras ante veinte mil personas en Bogotá. Como un sueño (1995) celebra sus veinte años con la música y con el que hizo gira veinte meses. Dicho concierto fue editado en un doble CD para España y en Latinoamérica solo CD. Contó con invitados como Estela Raval, Gloria Lasso, Cristina del Valle (vocalista del dúo Amistades Peligrosas), el Dúo Dinámico, El Consorcio y Juan Pardo.
En 1997, San Basilio canta las obras de músicos clásicos como Beethoven, Pachelbel o Massenet en el disco Clásicamente tuya, que en Latinoamérica fue editado a principios de 1998 con otra portada y sin el tema «Meditación»; y, en noviembre de 1997, reanuda después de diecisiete años la actuación en un musical El hombre de La Mancha junto a José Sacristán, el cual batió récords de taquilla. Fue también editado en un doble CD, y estuvo dos años en cartel en Madrid, un mes en Barcelona y dos meses en Buenos Aires.
En 1999 presenta Perlas, disco pop basado en versiones de clásicos anglosajones adaptados al español («You've Got a Friend», «Un-break my Heart», «Immortality», «Let the River Run», «Angel of Mine», etc.) en el que por primera vez canta junto a su hija Ivana Vanessa Gómez el tema «Calling You».

### 2000-2010
En 2000 San Basilio deja EMI (su discográfica de toda la vida por la compra de Hispavox en 1984) y presenta, en 2001, con Sony Music su disco de boleros Escorpio, producido por Bebu Silvetti, bien recibido en América. Contenía la primera versión en español del tema de Michael Bolton, «How am I Supposed to Live Without You», «No ha pasado nada» de Armando Manzanero, y un popurrí de temas de la música brasileña («Voce abusó», «Aguas de marzo», «Mais que nada»).
También en 2001, regresa al teatro con My Fair Lady, de nuevo con Sacristán. El musical permanece en cartelera diecinueve meses en el teatro Coliseum de Madrid,  recibiendo por la crítica española el título de «la reina del musical». Se editó un CD. En 2002 graba y edita para la compañía Ventura Discos el álbum con canciones de musicales, Eternamente, grandes éxitos de grandes musicales. Incluye una versión de «Summertime» y el tema de Jesucristo Superstar, «Es más que amor (I Don't Know How to Love Him)», que popularizó Ángela Carrasco, y temas de Evita, El fantasma de la ópera, Porgy and Bess, Cats o Sunset Boulevard. No obtuvo un éxito masivo entre otras cosas, y según palabras de la cantante, porque no hubo quizá demasiada sintonía con el productor Christian de Walden, entre otros, de Marta Sánchez.
El 28 de septiembre de 2005 estrenó con éxito el musical Víctor/Victoria en el teatro Coliseum de Madrid. El éxito vuelve a sonreír a San Basilio en un difícil papel como el de Victoria Grant, en el que interpretaba a un hombre y a una mujer al mismo tiempo, dando lugar a un gracioso equívoco. Su compañero de reparto era Paco Valladares. El 1 de noviembre de 2006, recibe en Nueva York un premio Grammy Latino a la excelencia musical.
En 2006 grabó Invierno sur, un álbum intimista que navega en el smooth jazz con composiciones de varios autores como Armando Manzanero o Amaury Gutiérrez. Incluía un tema basado en una composición de Hans Zimmer, quien le cedió los derechos de «Nyah and Ethan», música que le dio título a la canción y al álbum, Invierno sur. También una versión de «Vives entre sombras (Livin' in the Shadows)» del musical Víctor/Victoria. El disco salió al mercado en España el 29 de enero de 2007, coproducido con R. L. M., innovador por sus bases jazzísticas y por el carácter intimista de sus temas.
En 2008 realizó la gira Encantados, acompañada por el maestro Luis Cobos y una orquesta sinfónica de más de sesenta músicos, y del que salió un DVD y un CD recogiendo los mejores momentos, como el tema operístico «O mio babbino caro». En Latinoamérica fue editado sin el DVD.
Entre primeros de 2009 y todo 2010, San Basilio hizo la gira musical PSB (Piano, saxo y bajo) en provincias españolas y ciudades latinoamericanas. Repasó éxitos suyos, y temas de la música internacional, acompañada solo de un piano, un bajo y un saxofón.

### De 2010 en adelante
A principios de 2010 fue convocada para grabar la cortina musical de la telenovela argentina, Secretos de amor, protagonizada por Soledad Silveyra, titulada «Amor sin edad», compuesta por Eduardo Frigerio.
En marzo de 2012 publicó el álbum Amolap (anagrama de «Paloma»), cuya primera canción difundida sorprendió por su sonido de música tecno y su letra en inglés: «Love Makes my World Go Round». El primer sencillo del álbum fue «Yo quiero volar», una balada pop. Además de contar con cuatro canciones inéditas, incluyó nuevas versiones de sus antiguos éxitos, como «Por qué me abandonaste», «Cariño mío», «Vida» y «Luna de miel». Con arreglos en clave electrónica, no se lanzó en Latinoamérica y en España revolucionó las redes sociales.
En junio de 2012 retomó el musical My Fair Lady,por varias ciudades españolas, hasta Valencia el 4 de noviembre.
El 6 de enero de 2014 dio un concierto en el teatro Real de Madrid, en el que pocos cantantes de música ligera han actuado. Interpretó temas de musicales como Mary Poppins, Cats o Evita y finalizó con «Los nardos» de Las Leandras. En febrero de este mismo año se presenta nuevamente en el Festival Internacional de la Canción de Viña del Mar, obteniendo todos los galardones que otorga el público asistente.
Debutó como escritora con el libro de memorias, La niña que bailaba bajo la lluvia (2014), a la que siguió una novela, El océano de la memoria (2016) con personajes de ficción. Fue columnista durante un año de ABC. Retomó su faceta como pintora e hizo exposiciones. En 2016 se estrena en el teatro romano de Mérida, el musical La décima musa, con fragmentos de Sonrisas y lágrimas, Sunset Boulevard, La bella y la bestia... El 2 de enero de ese año dio un concierto junto a Los Chicos del Coro de Saint Marc, Voces para el alma.
En 2017 anuncia Sunset Boulevard, musical de Andrew Lloyd Webber, dirigido por Jaime Azpilicueta (como Evita y My Fair Lady), junto al cantante Gerónimo Rauch y el director musical Julio Awad (acompañante musical habitual de la intérprete), que se estrenó en el auditorio de Tenerife a finales de 2017, con ocho funciones. Interpretaba a Norma Desmond, papel que protagonizaron antes Glenn Close, Patti LuPone, Petula Clark o Elaine Paige. Un gran musical con títulos como «As If We Never Said Goodbye», «The Perfect Year» o «With One Look». Aunque se anunció que haría gira que culminaría en Madrid, esta no se hizo por lo complejo del montaje.
En noviembre de 2019 graba el disco Más cerca, con piano, saxofón y bajo como instrumentos de fondo, en el que reversiona, «Cariño mío» y «Juntos», e incluye «Te encontraré», compuesta por su hija, Ivana. Con él comenzó una gira por América y España que, por la pandemia de COVID-19, tuvo que aparcar. Grabó una nueva versión de «Juntos» con letra diferente y compuesta por ella misma, para alentar a la gente por el coronavirus. Colaboró en el programa de Televisión Española, Como sapiens, presentando distintas recetas culinarias.
El 16 de enero de 2020 se presenta por primera vez en el Festival del Huaso de Olmué, en Chile, donde rindió tributo a la chilena Violeta Parra, cantando «Gracias a la vida». En 2021 participó en el programa de Antena 3, Mask Singer: adivina quién canta.
Aún habiendo anunciado su retirada, decide continuar con la gira por Iberoamérica Te lo digo con música (2022-23) y en octubre de 2023 participa en el programa Dúos increíbles de La 1. Y planea la publicación de un disco para festejar sus cincuenta años en la música, contando con otros cantantes. 
En octubre de 2024 se anuncia que prepara el monólogo músico-teatral Dulcinea, escrito y dirigido por Juan Carlos Rubio. Y en enero de 2025 anunció su retirada de los escenarios con los conciertos de su gira Gracias el 5 y 6 de junio de 2025, en el Universal Music Festival, en Madrid.

## Discografía[26]
Álbumes de estudio
- Sombras (Feelings) (1975)
- Donde Vas… (1977)
- Beso a Beso… Dulcemente (1979)
- Ahora (1981)
- Dama (1983)
- Paloma (1984)
- La Fiesta Terminó (1985)
- Vuela Alto (1986)
- Grande (1987)
- Vida (1988)
- Quiéreme Siempre (1990)
- Nadie Como Tú (1990)
- De Mil Amores (1991)
- Mediterránea (1992)
- Al Este del Edén (1994)
- Clásicamente Tuya (1997)
- Perlas (1999)
- Escorpio (2001)
- Invierno Sur (2006)
- Amolap (2012)
- Voces Para El Alma (2015)
- Mas Cerca (2019)

Álbumes colaborativos
- Plácido Paloma Por Fin Juntos! (En Vivo) (Con Plácido Domingo)
- Encantados (Con Luis Cobos)

Álbumes en directo
- En Directo (1978)
- En Vivo (1985)
- Como Un Sueño: 20 Años Con La Música (1995)

## Trabajos literarios
- La niña que bailaba bajo la lluvia, Madrid, Aguilar, 2014, 464 pp., ISBN 9788403014541.[27]
- El océano de la memoria, Barcelona, Suma de letras, 2016, 499 pp. ISBN 978-84-8365-624-2.[28]
- Uxoa, el secreto del valle, Madrid, HarperCollins, 2025, 384 pp. ISBN 9788410642997.[29]